# Stefan Smólski
Stefan Smólski (ur. 2 października (lub 2 września) 1879 w Karolówce na Podolu, zm. 2 lutego 1938 w Warszawie) – adwokat, polityk, minister, poseł na Sejm Ustawodawczy oraz senator I kadencji w II RP.

## Życiorys
Gimnazjum ukończył w Niemirowie, potem studiował w Odessie i Kijowie.
W latach 1919–1922 był posłem na Sejm Ustawodawczy, a od listopada 1922 do stycznia 1926 był senatorem.
Od 1 września 1923 do 15 grudnia 1923 był kierownikiem resortu pracy i opieki społecznej w drugim rządzie Wincentego Witosa, następnie wiceministrem spraw wewnętrznych w rządzie Aleksandra Skrzyńskiego, a od 10 maja 1926 do 15 maja 1926 ministrem spraw wewnętrznych w trzecim rządzie Wincentego Witosa, obalonym przez przewrót majowy.
W latach 1921–1922 był wiceprezydentem Warszawy.

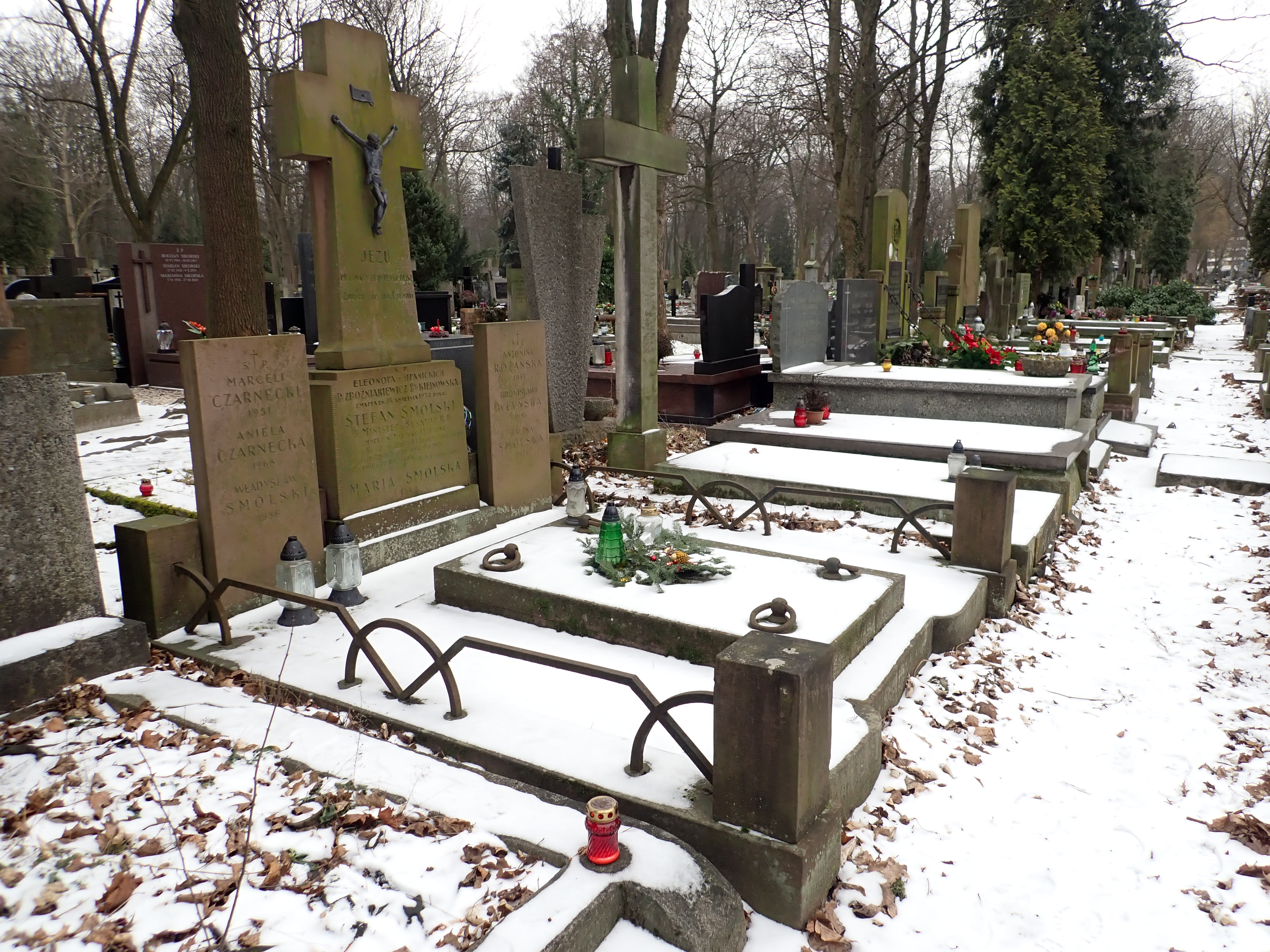
Grób Stefana Smólskiego na Starych Powązkach w Warszawie

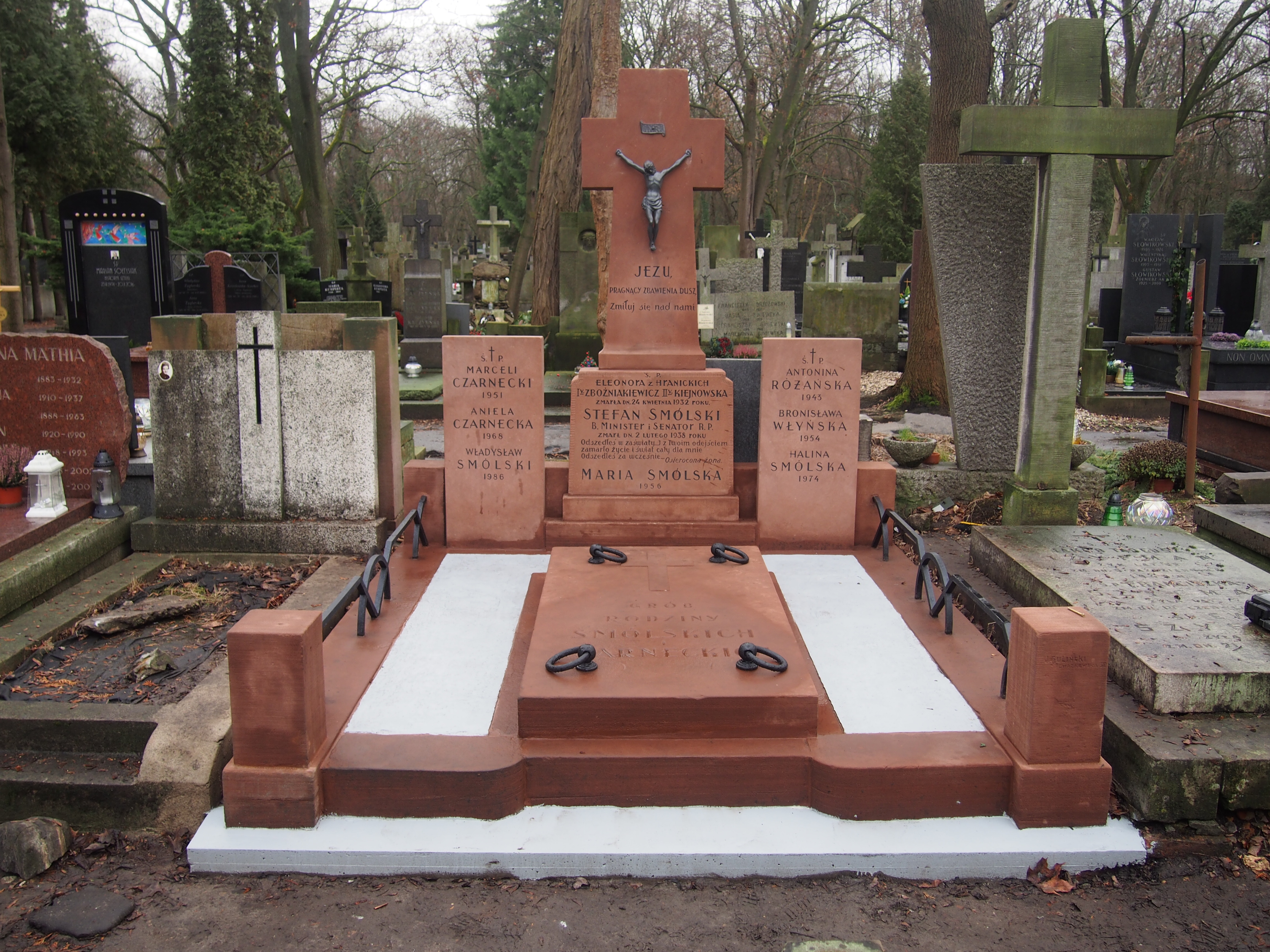
Grób Stefana Smólskiego na Starych Powązkach w Warszawie po renowacji w 2022 roku

Został pochowany na cmentarzu Powązkowskim (kwatera 257a-2-8/9).
W 2022 roku z inicjatywy premiera Mateusza Morawieckiego grób Smólskiego został odrestaurowany. Cały projekt został realizowany przez Fundację Stare Powązki we współpracy z Kancelarią Prezesa Rady Ministrów.